# Audi
Audi és una empresa multinacional alemanya, que forma part del Grup Volkswagen. La companyia té la seu central a Ingolstadt, a l'estat federat de Baviera a Alemanya, destacat per produir vehicles de luxe i d'alt rendiment.
Es destaca per produir automòbils elegants, sofisticats, esportius i amb la més avançada tecnologia, motiu pel qual té el lema «A l'avantguarda per mitjà de la tècnica». Altres marques que pertanyen al Grup Volkswagen són Bentley, Bugatti, SEAT i Škoda.

## Història

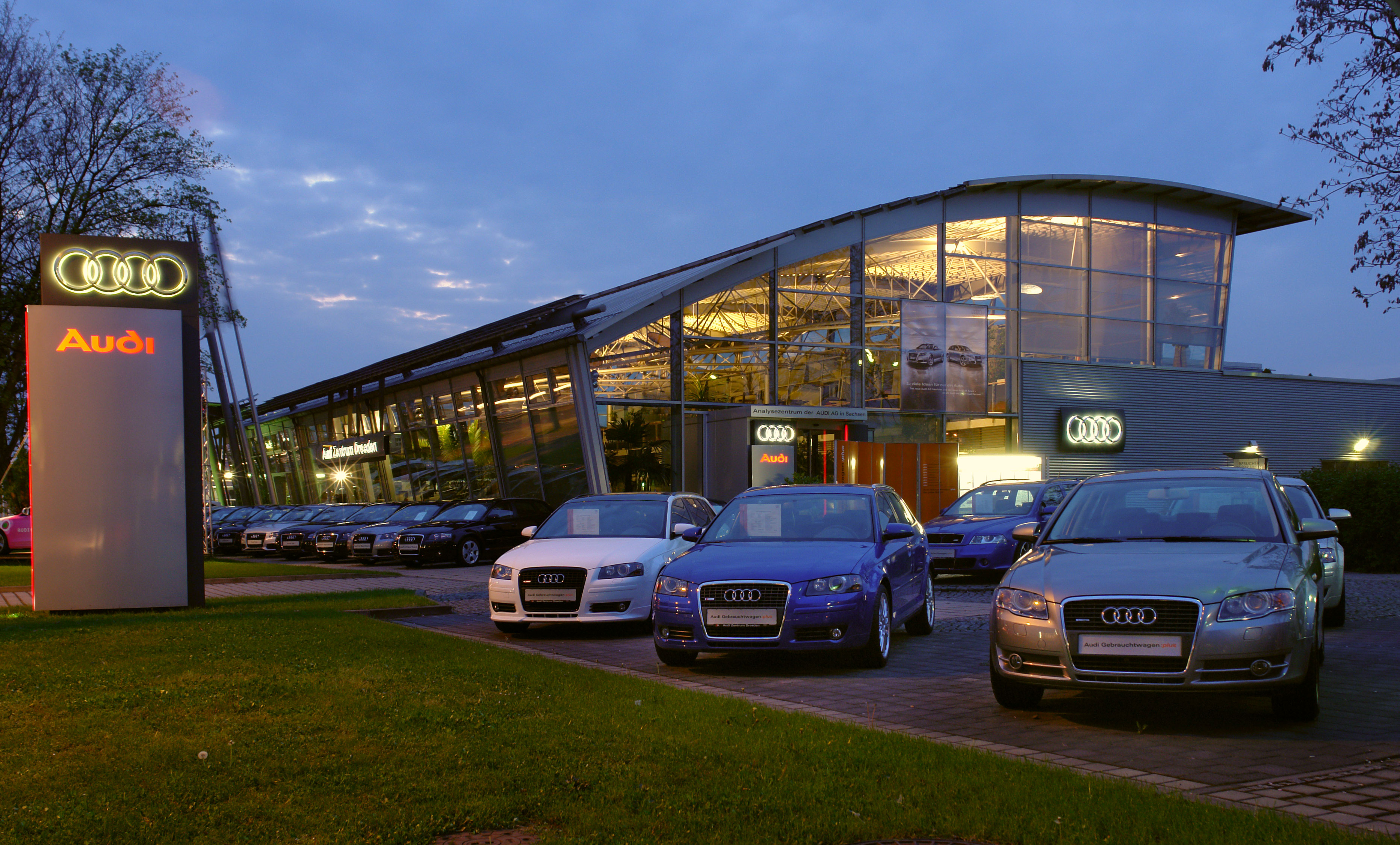
Concessionari d'Audi a Dresden (Alemanya).

August Horch (1868-1951) un dels pioners de la indústria automobilística alemanya, funda a Colònia (Alemanya) l'empresa d'actuacions A. Horch & Cie. en 1899. Després d'algunes dificultats financeres i desavinences internes, va decidir abandonar la companyia per a crear una nova fàbrica d'automòbils: Horch Automobil-Werke GmbH el 16 de juliol de 1909. Com Horch va perdre la disputa legal pel nom de la companyia no va poder tornar a utilitzar el seu cognom, pel que va escollir el nom «Audi», la traducció al llatí de la paraula alemanya horch, que significa 'escolta' o 'escolteu'. Així va néixer Audiwerke GmbH, el 25 d'abril de 1910.
El setembre del 1921, Audi va ser la primera companyia automotriu a introduir la conducció a l'esquerra, basat en una major visibilitat dels vehicles. Ho va fer en el seu model Audi K.
Posteriorment, el 1932, ambdues companyies: Horch i Audi, juntament amb DKW i Wanderer es fusionarien per a formar Auto Union AG. El 1965, aquesta empresa és adquirida pel Grup Volkswagen i el 1969 deixa d'anomenar-se Auto Union AG, s'incorpora la NSU, i es converteix en l'Audi-NSU. Només a partir de 1985 es comença a utilitzar només amb el nom d'Audi com marca.
El símbol de quatre anells d'Audi representa la unió de les quatre companyies el 1932: Audi, DKW, Horch i Wanderer.

## Tecnologia
En 1926, l'empresa Horchwerke AG va presentar un model amb motor de quatre cilindres en línia. Es va modificar en diverses ocasions en els anys següents, però no es va substituir per un motor V6 fins a 1933. Poc després, en 1931, es presenten els DKW Front. La marca DKW s'encarrega de popularitzar en la indústria automotriu els cotxes amb tracció davantera.
En 1938, Acte Union AG comença a realitzar proves de xoc i bolcada als seus models, convertint-se en una de les primeres empreses d'automoció a realitzar aquest tipus d'exàmens als seus vehicles.
Passen els anys i en els anys 1950, l'empresa rival NSU *Motorenwerke AG i un dels seus enginyers, Felix Wankel, desenvolupen el motor amb pistó rotatori, un motor que presentava com a gran avantatge la seva major lleugeresa en estar compost per menys elements. Audi va ser pionera a galvanitzar totalment la carrosseria dels seus automòbils per a evitar la corrosió.
Cadascuna de les marques que van formar Acte Union (Horch, Audi, Wanderer i DKW), van aportar el seu petit granet de sorra en el terreny tecnològic. No obstant això, quant a fites tecnològiques en la història d'Audi, hem d'esmentar tres per la seva repercussió en el moment actual de la indústria: ubicació del volant de conducció a l'esquerra, la tracció en les quatre rodes "Quattro" i el motor TDI.
En 1921, amb el model Línia K, apareix el primer cotxe amb el volant a l'esquerra fins a aquest moment, ja que els vehicles tenien al volant a la dreta, com a herència dels anteriors carruatges de cavalls en els quals el cotxer s'asseia a la dreta.
Abans de la introducció de l'Audi 80 i Audi 50 en 1972 i 1974, respectivament, Audi havia liderat el desenvolupament de les famílies de quatre cilindres en línia EA111 i EA827. Aquestes noves motoritzacions van apuntalar el renaixement dels motors refrigerats per aigua de la casa matriu Volkswagen, com en el Pol, Golf, Passat i Scirocco), mentre que els molts derivats i descendents d'aquests dos dissenys bàsics del motor han aparegut en cada generació de vehicles de VW Group fins al dia d'avui.
La tracció Quattro es plasmava en un principi aparentment senzill: el parell motor havia de transmetre's a les quatre rodes. Els enginyers d'Audi investiguen i treballen en la tracció total Quattro i, finalment, en el Saló de l'Automòbil de Ginebra de 1980, neix l'Audi Quattro Sport Coupé.
Al principi, aquesta tecnologia s'aplica en el món de la competició i els èxits sobretot en els rallyes, no triguen a arribar. Audi aprofita les virtuts del seu sistema i comença a oferir versions *Quattro per a vehicles de carrer, de tal forma que en 1987 tots els models tenien, almenys, una versió amb tracció integral. L'Audi Quattro obté el Campionat Mundial de Ral·li de 1982 a 1984.
Audi 100 és el primer a estrenar un motor amb denominació "*TDI" en 1989. En el Saló de l'Automòbil de Frankfurt de 1989, es presenta l'Audi 100 TDI, amb una planta motriu de 2.5 litres amb 120 CV (118 HP; 88 kW) de potència. Dos anys després, en 1991, es desenvolupa un nou motor per als models Audi 80 i Audi 100, que era un 1.9 TDI de quatre cilindres amb 90 CV (89 HP; 66 kW). Si bé Audi va ser el major promotor de l'era turbodiésel d'injecció directa, l'aplicació d'aquestes millores en motors dièsel per a automòbils va començar en 1986, quan el Fiat Croma amb denominació TDiD, es va convertir en el primer automòbil turbodiésel d'injecció directa del món.
En el disseny dels seus models Audi és independent de Volkswagen i coordina també l'estratègia de models de SEAT, Bentley i Lamborghini.

## Empresa

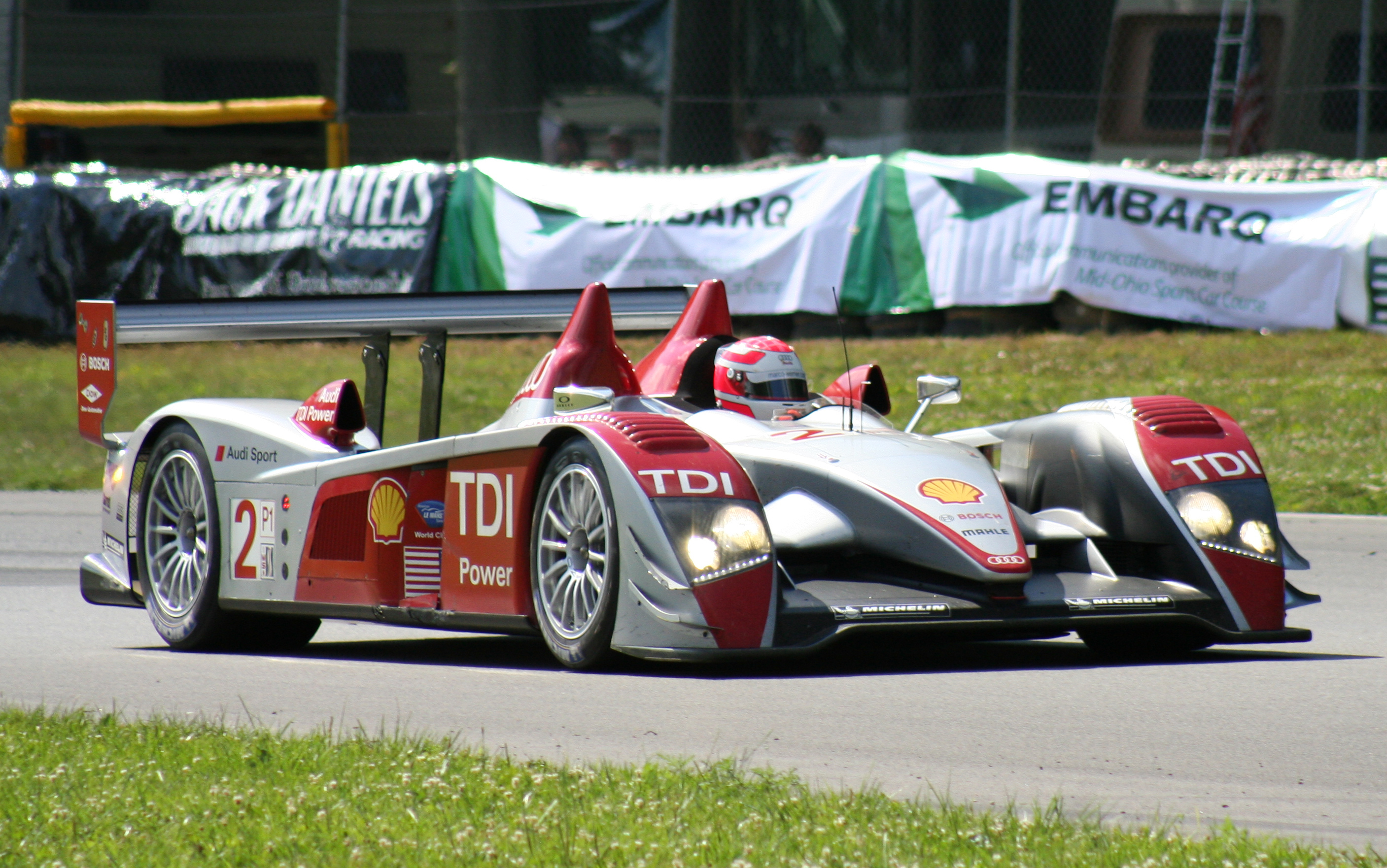
Audi R10 a les American Le Mans Series

Dintre del grup Volkswagen, Audi és la marca de més altes prestacions i tecnologia més avançada. En el disseny dels seus models Audi és molt independent de Volkswagen i coordina també l'estratègia de models de SEAT, Bentley i Lamborghini. Des dels anys 1980 del segle passat Audi ha estat una companyia molt innovadora. Va ser pionera en galvanitzar totalment la carrosseria dels seus automòbils per a evitar la corrosió. Va desenvolupar la tracció a quatre rodes, en la qual segueix sent líder mundial, i va fabricar per primera vegada un automòbil de sèrie, l'Audi A8, amb una carrosseria íntegrament d'alumini. També va muntar el primer motor diésel d'injecció en un model de la gamma alta, l'Audi 100, precursor de l'actual Audi A6.
En el tema relacionat al món de la competició, Audi ha demostrat el seu alt nivell tecnològic en diverses disciplines.
- En els anys 1980 va guanyar dos mundials de ral·lis, sent un d'ells el primer guanyat per una dona en la història.
- Ha guanyat les edicions de 2000, 2001, 2002, 2004, 2005 de la més famosa carrera d'automobilisme, la carrera de resistència de le Mans amb el ja llegendari Audi R8, i també la de 2006 amb el primer cotxe dièsel que ha guanyat en el circuit de Le Mans, l'Audi R10 TDI, marcant una nova fita en l'automobilisme.
- També ha guanyat múltiples campionats de turismes en diversos països.

## Esport
En el món de la competició, Audi ha demostrat el seu alt nivell tecnològic en diverses disciplines.

### Ral·lis
L'any 1982 Audi fa la seva primera aparició com equip oficial al Campionat Mundial de Ral·lis amb l'Audi Quattro sota la denominació Audi Sport. Els seus pilots són Hannu Mikkola i Michèle Mouton, la primera i única dona que ha competit pel títol mundial a la història dels ral·lis. També disputaren ral·lis més puntualment Michele Cinotto, Harald Demuth i Franz Wittman. Mouton aconseguiria tres victòries i acabaria subcampiona mundial, mentre que Mikkola aconseguiria dos victòries i acabaria en tercera posició. Aquella temporada Audi guanyaria el títol de constructors l'any del seu debut.
De cara 1983, a Mouton i Mikkola s'hi afegeix Stig Blomqvist. Aquella temporada, Mikkola s'alça amb el títol mundial de pilots amb cinc victòries, no obstant, el títol de constructors se'l adjudica l'equip Lancia.
La temporada següent, Audi fitxa al campió mundial Walter Rohrl i entre tots els seus pilots, Audi guanya set ral·lis, guanyant tant el títol de pilots amb Stig Blomqvist com el títol de constructors.
De cara 1985 Mouton deixa l'equip tot i que disputa una prova. Tan sols Rohrl guanya una prova, no obstant, Blomqvist acaba subcampió mundial i Rohrl tercer, mentre que en constructors també finalitzen segons per darrere de Peugeot.
La temporada 1986, ja tan sols amb Rohrl i Mikkola com a pilots, l'equip solament disputa quatre proves i no s'aconsegueix cap victòria. A la classificació final ambdós pilots queden força relegats.
De cara 1987, amb la supressió dels vehicles del Grup B, Audi passa a competir amb un Audi 200 Quattro i de nou tan sols pren part en quatre de les proves. Els resultats són força millors i Mikkola guanya el Ral·li Safari amb Rohrl segon. L'equip finalitza segon del campionat de constructors, tot i que molt lluny dels resultats del guanyador, Lancia. Acabada la temporada, Audi abandona la competició de ral·lis com equip oficial fins a data d'avui.
En aquest període entre 1982 i 1987, Audi guanyà dos títols de constructors i tres subcampionats, mentre que a nivell pilots obtingué dos títols i tres subcampionats.

### Resistència
Audi ha guanyat les edicions de 2000, 2001, 2002, 2004 i 2005 de la carrera de resistència de les 24 horas de Le Mans amb el ja llegendari Audi R8, i també les de 2006, 2007 i 2008 amb el primer vehicle Diesel que ha guanyat al circuit de Le Mans, l'Audi R10 TDI, marcant una nova fita en l'automobilisme.

### Turismes
Ha guanyat múltiples campionats de turismes, entre ells el Deutsche Tourenwagen Masters (DTM) en quatre ocasions (2002, 2004, 2007 y 2008).

## Models actuals

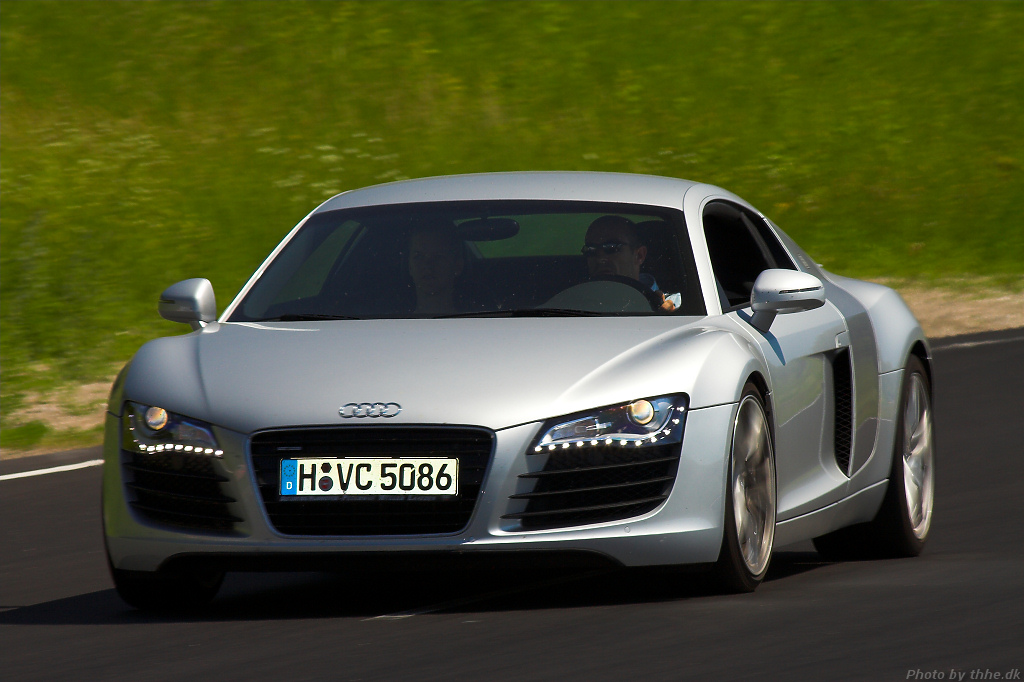
Audi R8

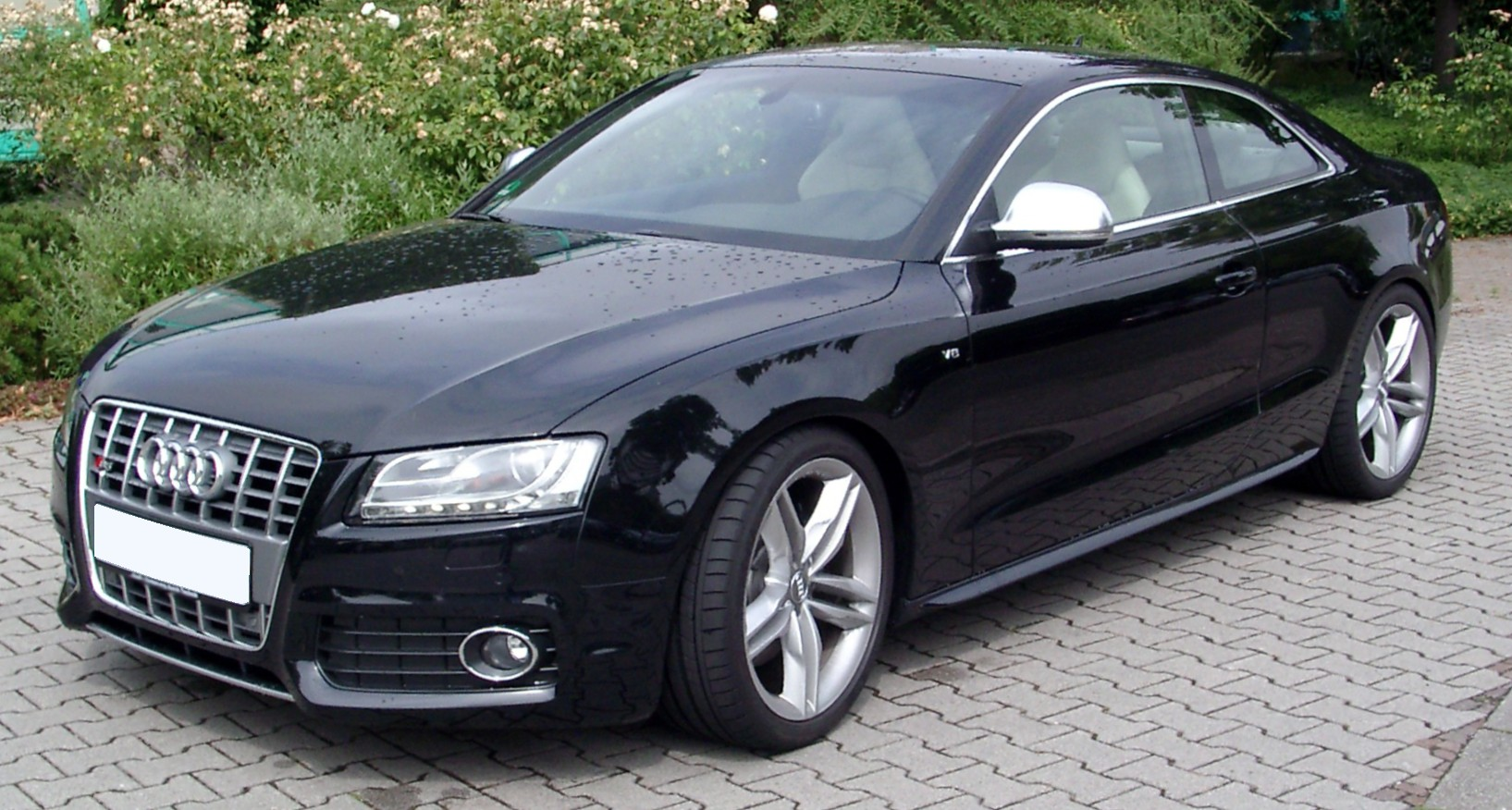
Audi S5

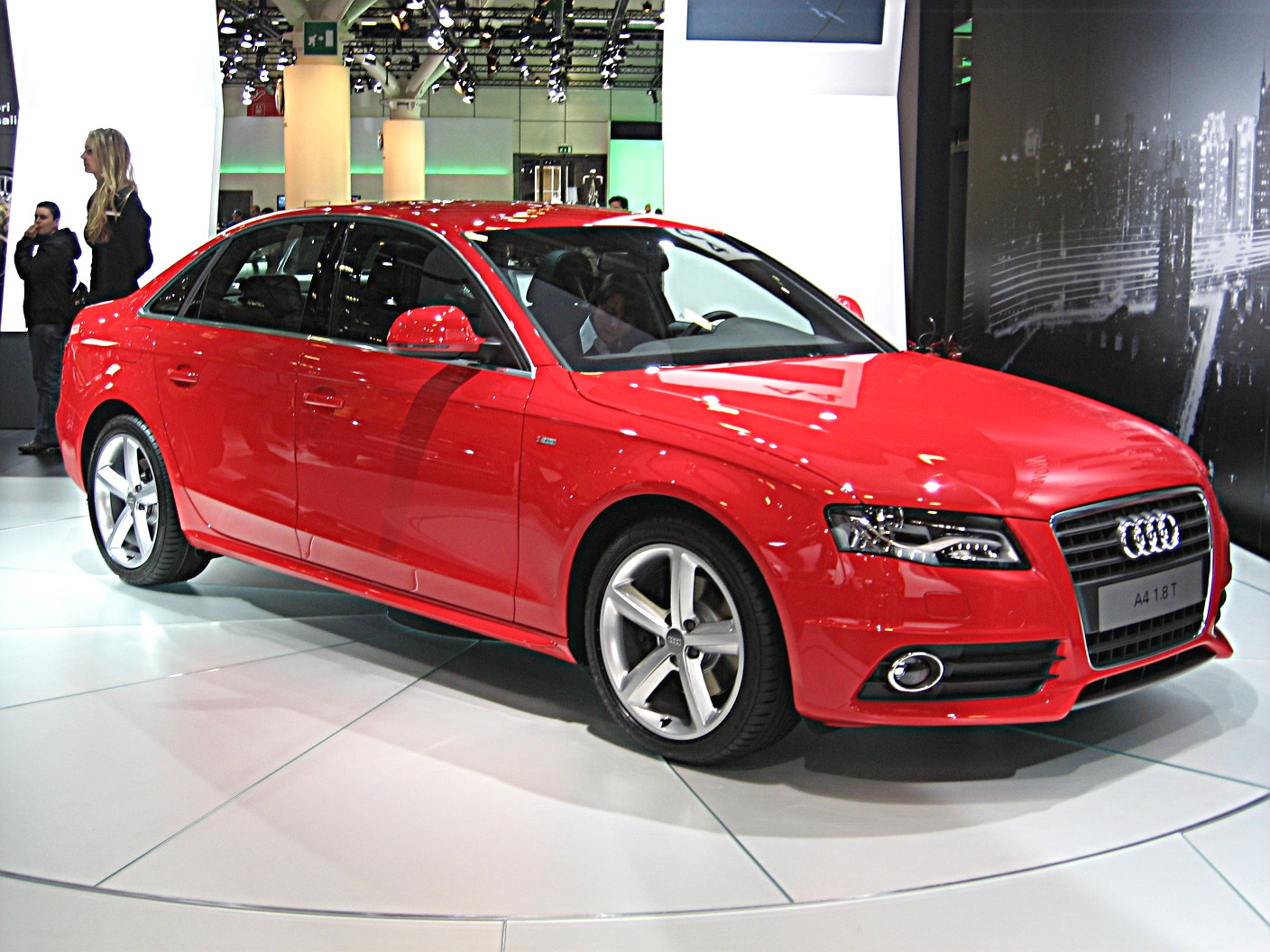
Audi A4

- Audi A1
- Audi S1 EKS RX quattro
- Audi A2
- Audi A3
- Audi A3 Sportback
- Audi A3 Cabriolet
- Audi S3
- Audi S3 Sportback
- Audi A4
- Audi A4 Avant
- Audi A4 Allroad Quattro
- Audi S4
- Audi S4 Avant
- Audi RS4
- Audi RS4 Avant
- Audi A5
- Audi A5 Cabriolet
- Audi S5
- Audi S5 Cabriolet
- Audi A6
- Audi A6 Avant
- Audi A6 Allroad Quattro
- Audi S6
- Audi S6 Avant
- Audi RS6
- Audi RS6 Avant
- Audi A8
- Audi A8 Llarg
- Audi S8
- Audi R8
- Audi TT
- Audi TT Roadster
- Audi Q5
- Audi Q7
- Audi Q8
- Audi e-tron
- Audi e-tron GT

## Models futurs
- Audi A7
- Audi R8 Cabriolet
- Audi TTS Coupé
- Audi TTS Roadster
- Audi Q1
- Audi Q3
- Activesphere

## Models antics

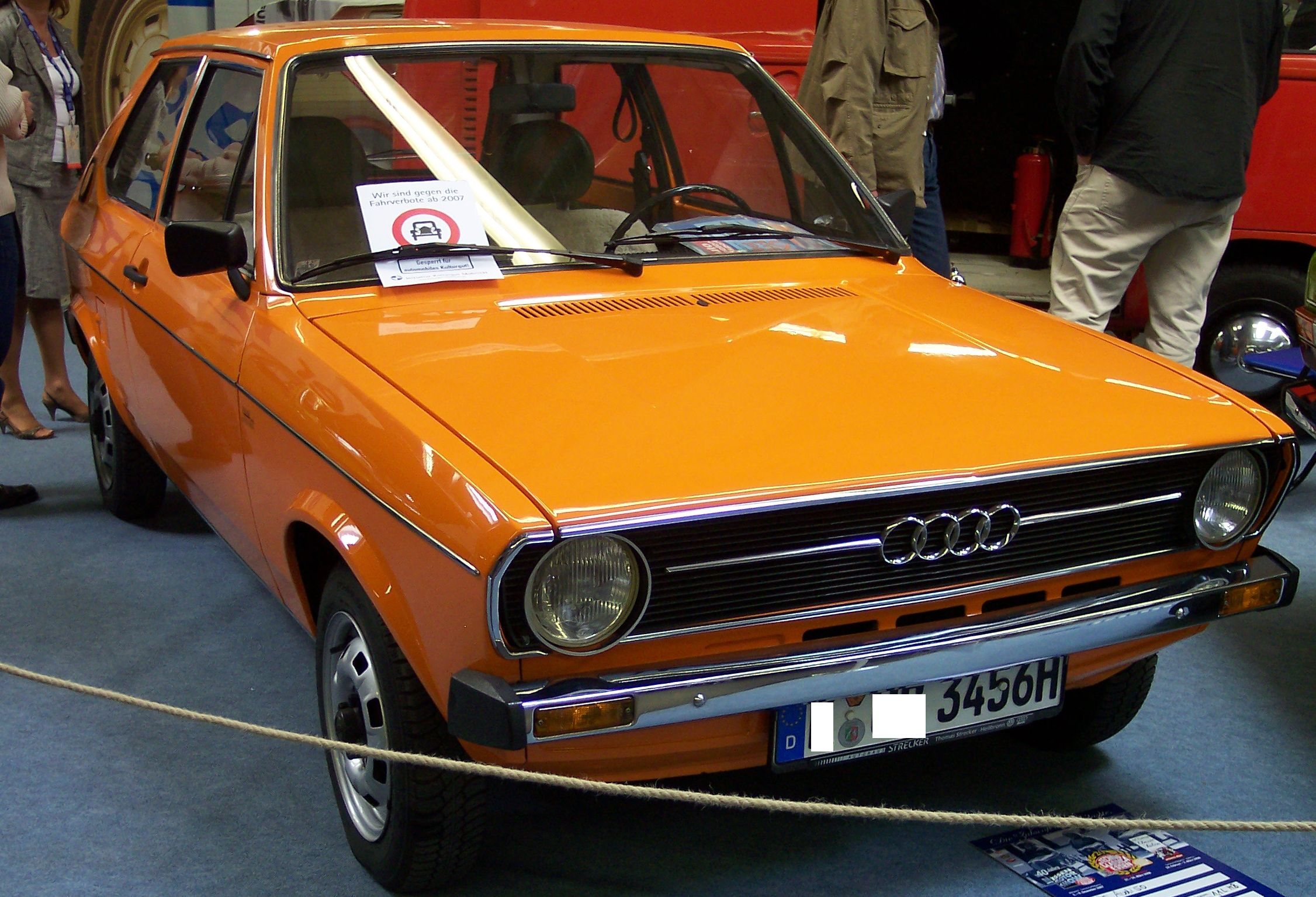
Audi 50

- Audi A2
- Audi S2
- Audi 50
- Audi 80
- Audi 100
- Audi 200
- Audi Coupé
- Audi Quattro

## Models històrics

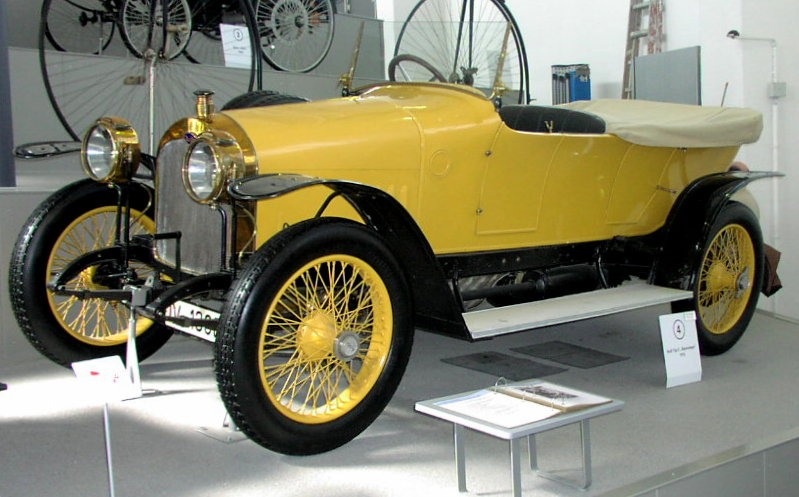
Audi Typ C

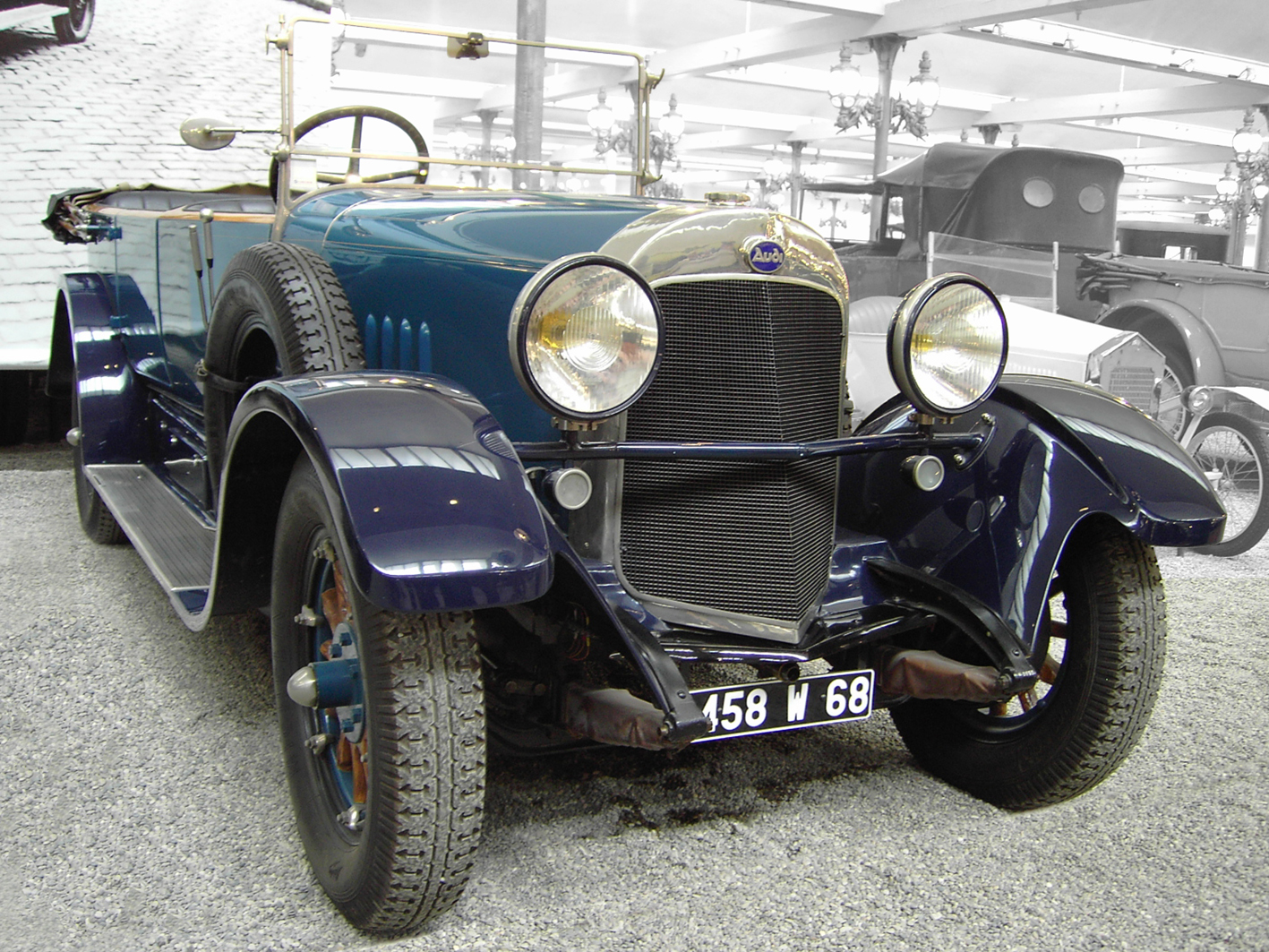
Audi Typ E

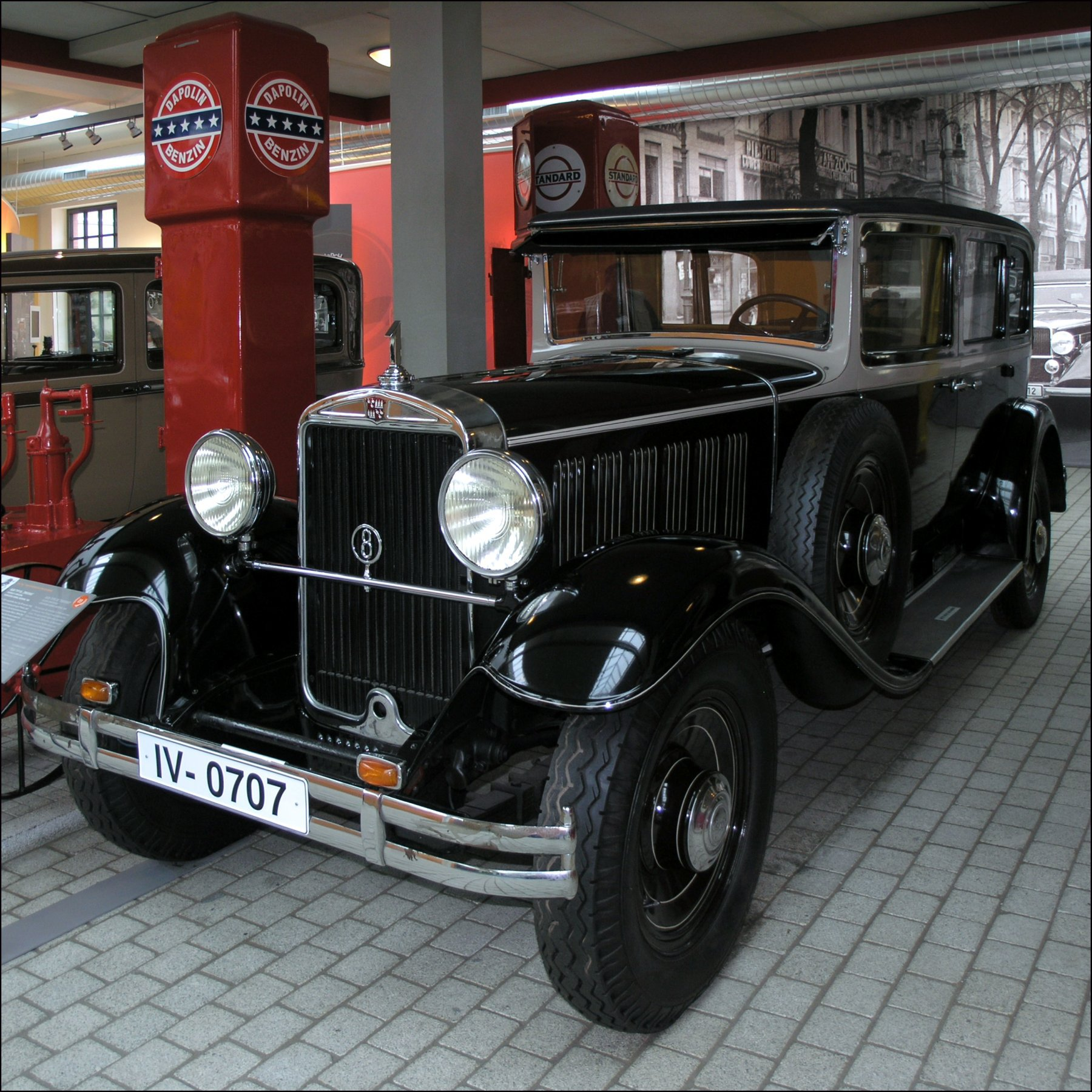
Audi Typ SS

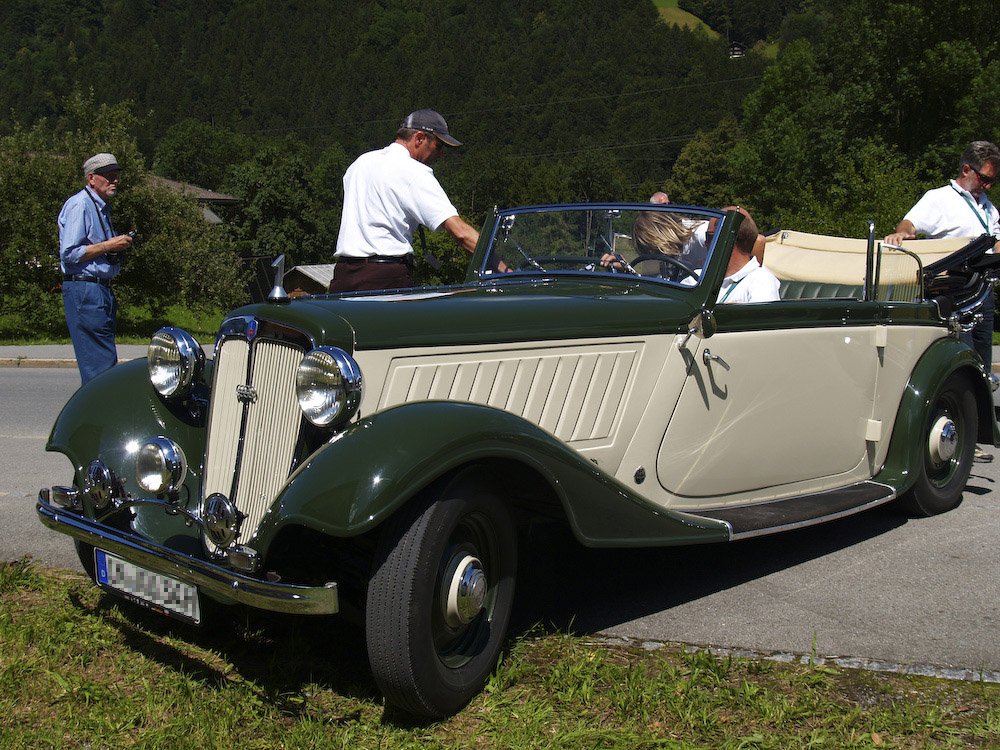
Audi Typ UW

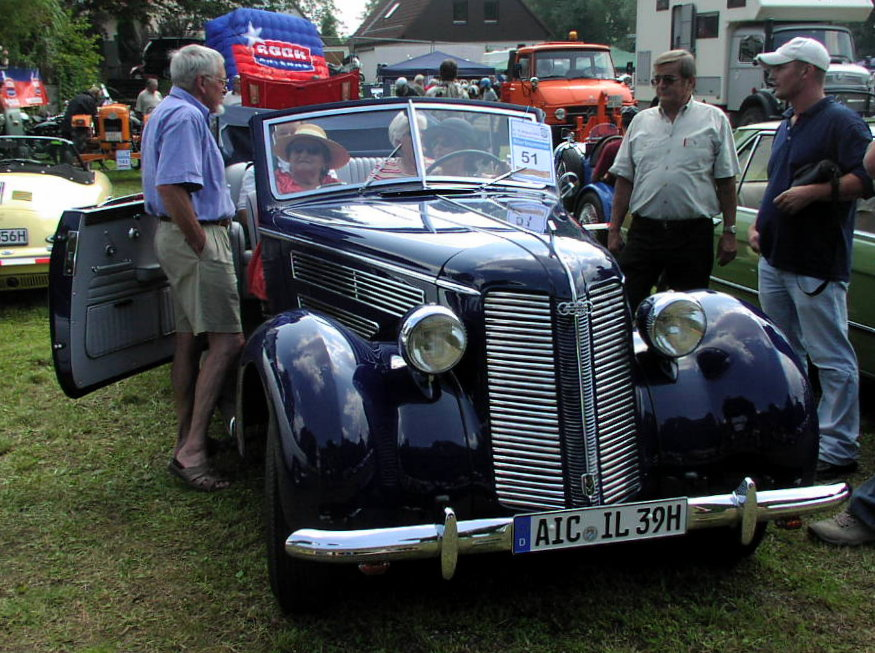
Audi 920

- Audi Typ A
- Audi Typ B
- Audi Typ C
- Audi Typ D
- Audi Typ E
- Audi Typ G
- Audi Typ K
- Audi Typ M
- Audi Typ R
- Audi Typ SS
- Audi Typ T
- Audi Typ P
- Audi Typ UW
- Audi 225
- Audi 920